# Tommy Sugiarto
Tommy Sugiarto (Yakarta, 31 de mayo de 1988) es un deportista indonesio que compitió en bádminton. Ganó una medalla de bronce en el Campeonato Mundial de Bádminton de 2014 en la prueba individual.

## Palmarés internacional
| Campeonato Mundial | Campeonato Mundial     | Campeonato Mundial | Campeonato Mundial |
| Año                | Lugar                  | Medalla            | Prueba             |
| ------------------ | ---------------------- | ------------------ | ------------------ |
| 2014               | Copenhague (Dinamarca) | Medalla de bronce  | Individual         |